# Israele ai Giochi della XXV Olimpiade
Israele partecipò ai Giochi della XXV Olimpiade, svoltisi a Barcellona, Spagna, dal 25 luglio al 9 agosto 1992, con una delegazione di 30 atleti impegnati in dieci discipline.